# طاووسک بیشه‌ای زیردم‌روشن
طاووسک بیشه‌ای زیردم‌روشن (نام علمی: Amaurornis moluccana) یک پرنده آبزی با اندازه متوسط است که عمدتاً به رنگ آبی مایل به خاکستری با زیردم نخودی است. در استرالیا، جزایر ملوک، گینه نو، مجمع الجزایر بیسمارک و جزایر سلیمان یافت می‌شود. زیستگاه طبیعی آن جنگل‌های جلگه‌ای نمناک نیمه‌گرمسیری یا گرمسیری است.